# Trevor Rabin

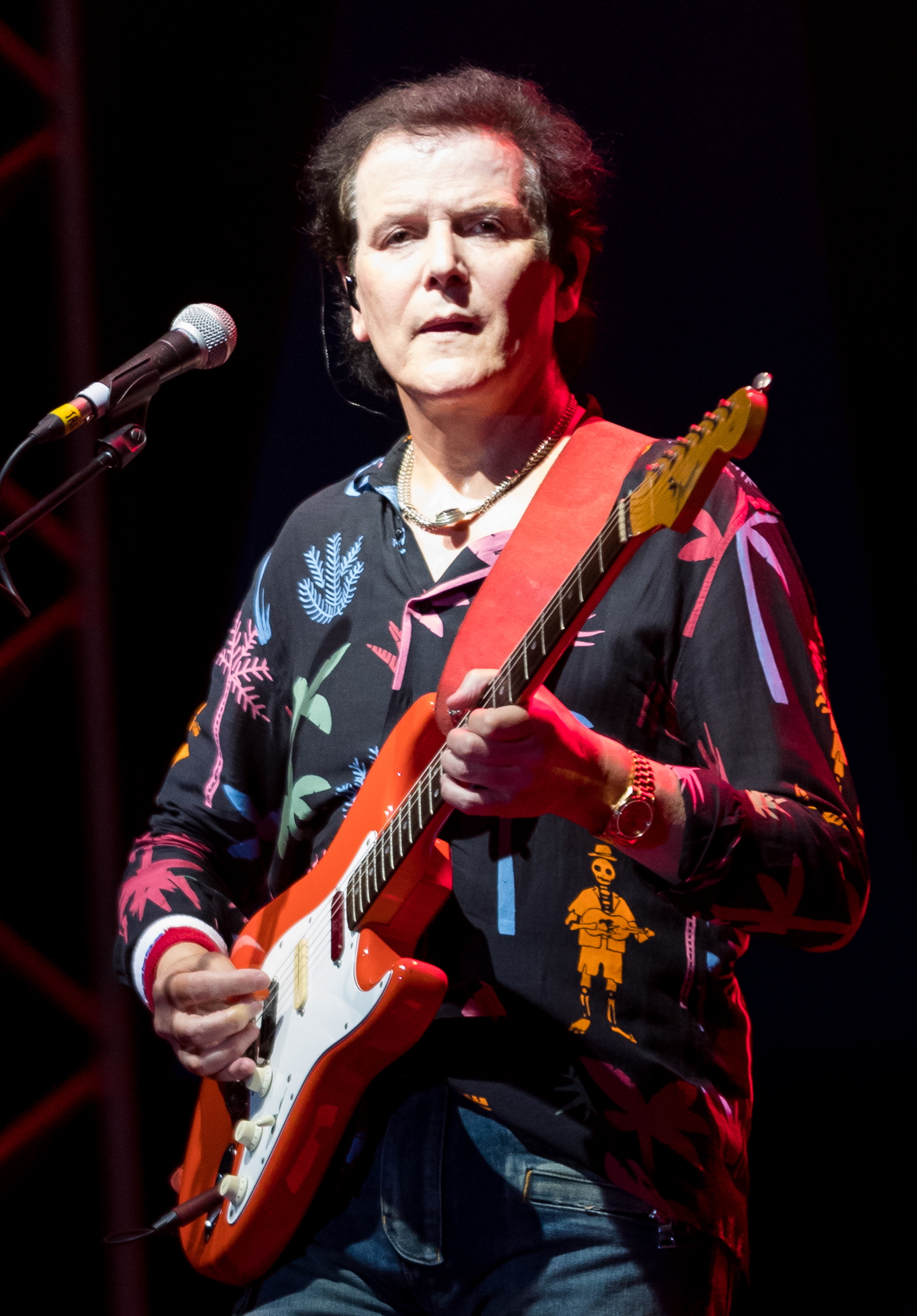
Trevor Rabin, 2018

Trevor Charles Rabin (* 13. Januar 1954 in Johannesburg) ist ein südafrikanischer Rockmusiker und Komponist, der auch durch seine Filmmusiken Bekanntheit erlangte. Er spielt vor allem Gitarre und Keyboard.

## Leben

### Rabbitt (bis 1978)
Die Karriere des Sängers, Songwriters und Gitarristen Trevor Rabin begann bei der südafrikanischen Band Rabbitt, die in den 1970er Jahren in ihrem Heimatland mit ihren drei Alben Boys Will Be Boys (1976), Croak & a Grunt in the Night  (1977) und Rock Rabbitt (1978) populär wurde.

### Start der Solokarriere in England (1978–1981)
Nachdem er die Band verlassen hatte, ging Rabin nach London, um eine Solokarriere zu starten. Er nahm dort die drei Gitarrenrock-Alben Trevor Rabin (1978), Face To Face (1979) und Wolf (1981) auf. Auf Wolf, das von Ray Davies in dessen Konk Studios produziert wurde, sind Manfred Mann und Jack Bruce (ex-Cream) zu hören.
Seit 1980 gab es, vermittelt von Managern und Plattenfirmen, darunter vor allem der ehemalige Yes-Manager Brian Lane und das neugegründete Label Geffen Records, mehrere Anläufe zur Gründung einer Supergroup um Trevor Rabin, den man angesichts seiner Soloalben für sehr charttauglich hielt. Ein mögliches Lineup, das jedoch nicht zustande kam, beinhaltete neben Rabin den ehemaligen Yes-Keyboarder Rick Wakeman, das ehemalige King-Crimson-, Uriah-Heep- und UK-Mitglied John Wetton sowie Carl Palmer von Emerson, Lake and Palmer. Dann versuchte Keith Emerson, eine Band mit Rabin und dem Bassisten Jack Bruce zusammenzubringen. Nach der Gründung der Band Asia dachten deren Mitglieder Wetton, Palmer, Steve Howe und Geoff Downes zunächst daran, zusätzlich zu Wetton einen zweiten Sänger zu engagieren, und es wurde eine Reihe von Musikern eingeladen, darunter wieder Trevor Rabin, doch letztlich entschied man sich dagegen, vor allem weil Wetton den Gesang und Howe die Gitarrenarbeit nicht aufteilen wollten. Rabin hatte mit der Band die Songs Here Comes the Feeling und Starry Eyes (später Only Time Will Tell) gespielt. Rabin entschied sich letztlich für ein Angebot der ehemaligen Yes-Rhythmusgruppe.

### Bei Yes (1981–1994)
Als Rabin sich 1981 nach Vermittlung seiner Plattenfirma erstmals mit dem Bassisten Chris Squire und dem Schlagzeuger Alan White der britischen Progressive-Rock-Band Yes traf, existierte deren Band eigentlich nicht mehr: Sänger Jon Anderson war schon beim Album Drama (1980) nicht mehr dabei, ebenso Keyboarder Rick Wakeman. Beide waren für das erwähnte Album durch Trevor Horn und Geoff Downes von The Buggles ersetzt worden, die die Band allerdings bald wieder verlassen hatten. Squire und White hatten seit Drama lediglich durch die Single Run With the Fox auf sich aufmerksam gemacht. Sessions mit Robert Plant und Jimmy Page hatten nicht zu der erhofften Zusammenarbeit als XYZ („Ex Yes Zeppelin“) geführt.
Obwohl die ersten Sessions mit Rabin, Squire und White (man spielte zunächst XYZ-Material) laut Aussage aller Beteiligten musikalisch eher ein Desaster waren, verstanden sich alle derart gut, dass man beschloss, die Zusammenarbeit weiterzuführen. Rabin, Squire und White wollten mit dem Keyboarder Tony Kaye (ebenfalls früher bei Yes aktiv) eigentlich eine neue Band namens Cinema gründen. Als dann doch Jon Anderson Interesse an dem neuen, nun ausschließlich aus Rabins Ideen (mindestens 24 Songs in Demo-Form) bestehenden Song-Material zeigte und auf dem Namen „Yes“ bestand, benannte man das Projekt um – nicht eben zur Freude Rabins, dem der Gedanke, von den alten Yes-Fans als Steve-Howe-Ersatz angesehen und für den Stilwechsel der Band verantwortlich gemacht zu werden, unangenehm war. Als dann genau dies auch geschah, entstanden erste Reibungen in der Band, vor allem zwischen Rabin und Anderson, der nach 90125 einen im Sinne des Progressive Rock traditionelleren Weg einschlagen wollte. Rabin setzte sich jedoch auch auf Big Generator mit seinem pop-rock-orientierten Stil durch. Tatsächlich war nicht Rabin der Grund für den Stilwechsel, sondern die Abkehr vom kollektiven Komponieren, das den Stil von Yes in den 1970er Jahren geprägt hatte.
Rabin, der sich neben Jon Anderson auch als Sänger einbrachte, beteiligte sich auch an der Produktion einiger Alben der Band ganz (Talk, 1994) oder teilweise (dann zusammen mit Trevor Horn und anderen). Yes verdanken ihm ihren größten kommerziellen Erfolg, das Album 90125 (1983) mit der Hit-Single Owner of a Lonely Heart, die wie das gesamte Album zum Großteil aus Rabins Feder stammt.

### Parallele Yes-Formation (2017)

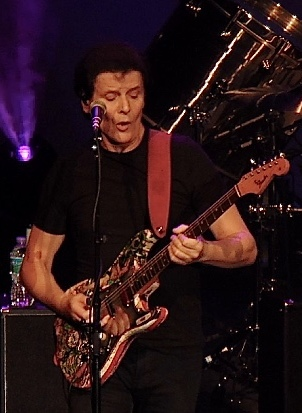
Trevor Rabin, 2017

2017 kam es zu einer zweiten Variante von Yes neben der schon bestehenden Formation um Steve Howe. Mit Live-Konzerten quer durch das Vereinigte Königreich zum 50. Band-Geburtstag traten Jon Anderson, Trevor Rabin, Rick Wakeman, Lee Pomeroy und Lou Molino III u. a. im O2 Apollo Manchester auf.

### Solo und Filmmusik (1989 bis heute)
1989 veröffentlichte Rabin zwischen zwei Yes-Alben die Solo-LP Can’t Look Away, mit der er auch auf Tour ging. Eines der Konzerte ist auf dem 2003 veröffentlichten Album Live in L. A. zu hören.
Rabin schrieb daneben zusammen mit dem ehemaligen Supertramp-Gitarristen und -Sänger Roger Hodgson (der in den frühen neunziger Jahren kurzzeitig als Anderson-Nachfolger bei Yes im Gespräch war) unter anderem den Song Walls, der dann letztlich, doch von Anderson gesungen, auf Talk (1994) landete. Auf Hodgsons Album Open the Door wiederum findet sich das mit Rabin geschriebene und aufgenommene Stück The More I Look. Zudem hat er während seiner Zeit mit Yes auch als Solo-Künstler ein Album aufgenommen – Can’t Look Away aus dem Jahr 1989. Seit seinem Ausstieg 1994 widmet er sich fast ausschließlich der Filmmusik.
Die meisten seiner Soundtracks komponierte er für Actionfilme (Armageddon, Con Air, Duell der Magier). Seine enge Zusammenarbeit mit Jerry Bruckheimer und seine Vorliebe für Synthesizer und melodiöse Themen prägten seinen Stil maßgeblich und machten ihn weltweit bekannt. Ende 2006 ließ Rabin verlauten, dass er wieder Interesse am Rockmusikgeschäft habe, sogar das Gerücht über einen Wiedereinstieg bei Yes machte die Runde. Rabin hat das Gerücht bislang weder bestätigt noch abgestritten.

## Stil
Rabins Stil, der seine Soloalben ebenso wie sämtliche der unter seiner Mitarbeit entstandenen Yes-Alben (90125, Big Generator, Union, Talk) bestimmt, ist geprägt durch den Mainstream-Stadion-Rock der 1980er Jahre, Westcoast-AOR-Elemente und Melodic Rock (vergleichbar etwa dem der Bands Journey oder Foreigner), die bisweilen, beeinflusst von seiner Arbeit mit Yes, mit wenigen, leicht-progressiven Elementen kombiniert werden. Sein Gitarrenspiel ist dabei viel stärker am amerikanischen Bluesrock ausgerichtet als etwa das Steve Howes, seines Vorgängers (und Nachfolgers) bei Yes. Während einer gemeinsamen Tour zum Album Union, 1991/92, wurden die stilistischen Gegensätze der beiden Gitarristen besonders deutlich.

## Diskografie

### Alben (mit Rabbitt)
- Boys Will Be Boys (1976)
- Croak & a Grunt in the Night (1977)

### Alben (Solo)
- Trevor Rabin (1978)
- Face to Face (1979)
- Wolf (1981)
- Can’t Look Away (1989)
- Beginnings (Alte Aufnahmen, 2003)
- Live in L. A. (Live-Aufnahmen aus den 1980er Jahren, 2003)
- 90124 (Demos und Raritäten aus der Yes-Zeit, 2003)
- Jacaranda (2012)
- Rio (2023)

### Alben (mit Yes)
- 90125 (1983)
- 9012Live: The Solos (1985)
- Big Generator (1987)
- Union (1991)
- Talk (1994)
- Live At the Apollo (2018, mit Rick Wakeman)

### Soundtracks
Zu den folgenden Filmen und Serien komponierte Trevor Rabin unter anderem die Musik oder war zumindest maßgeblich an der Entstehung des Soundtracks beteiligt:
- 1996: Glimmer Man
- 1997: Con Air
- 1997–1999: Die Schattenkrieger (Soldiers of Fortune, Fernsehserie, 36 Episoden)
- 1998: Homegrown
- 1998: Armageddon – Das jüngste Gericht (Armageddon)
- 1998: Der Staatsfeind Nr. 1 (Enemy of the State)
- 1998: Jack Frost
- 1999: Deep Blue Sea
- 2000: Whispers – Ein Elefantenmärchen (Whispers: An Elephant’s Tale)
- 2000: Nur noch 60 Sekunden (Gone in Sixty Seconds)
- 2000: Gegen jede Regel (Remember the Titans)
- 2000: The 6th Day
- 2001: Texas Rangers
- 2001: American Outlaws
- 2001: Rock Star
- 2001: The One
- 2002: Bad Company – Die Welt ist in guten Händen (Bad Company)
- 2002: Groupies Forever
- 2003: Kangaroo Jack
- 2003: Bad Boys II
- 2004: Hart am Limit (Torque)
- 2004: Exorzist: Der Anfang (Exorcist: The Beginning)
- 2004: Das Vermächtnis der Tempelritter (National Treasure)
- 2005: Coach Carter
- 2005: Dominion: Exorzist – Der Anfang des Bösen (Dominion: Prequel to the Exorcist)
- 2005: The Great Raid – Tag der Befreiung (The Great Raid)
- 2005: E-Ring – Military Minds (E-Ring, Fernsehserie, unbekannte Anzahl)
- 2006: Spiel auf Sieg (Glory Road)
- 2006: Snakes on a Plane
- 2006: Spiel auf Bewährung (Gridiron Gang)
- 2006: Flyboys – Helden der Lüfte (Flyboys)
- 2006: Jede Sekunde zählt – The Guardian (The Guardian)
- 2007: Hot Rod – Mit Vollgas durch die Hölle (Hot Rod)
- 2007: Das Vermächtnis des geheimen Buches (National Treasure: Book of Secrets)
- 2008: Get Smart
- 2009: Die Jagd zum magischen Berg (Race to Witch Mountain)
- 2009: Zwölf Runden (12 Rounds)
- 2009: G-Force – Agenten mit Biss (G-Force)
- 2010: Duell der Magier (The Sorcerer’s Apprentice)
- 2011: Ich bin Nummer Vier (I Am Number Four)
- 2011: 5 Days of War
- 2013: Zero Hour (Fernsehserie, 13 Episoden)
- 2013: Zwei vom alten Schlag (Grudge Match)
- 2015: Max
- 2015: Agent X (Fernsehserie, 10 Episoden)
- 2015–2016: 12 Monkeys (Fernsehserie, 14 Episoden)
- 2021: The Misfits – Die Meisterdiebe (The Misfits)
- 2023: Das Vermächtnis von Montezuma (National Treasure: Edge of History, Miniserie, 10 Episoden)